# Regne d'Eslavònia
El Regne de Eslavonia (en croat, Kraljevina Slavonija, alemany: Königreich Slawonien, en llatí, Regnum Sclavoniae, en hongarés,Szlavón Királyság) va ser una província de la Imperi Habsburg i l'Imperi austríac que va existir des de 1699 fins al 1868. Incloïa zones del nord de les actuals regions de Eslavònia (actualment a Croàcia) i Sírmia (actualment a Sèrbia i Croàcia). El sud d'aquestes regions formava part de la Frontera Militar Habsburg (conegut com Krajina eslavona). Va perdre la seva autonomia el 1868 en ser inclòs dins del Regne de Croàcia-Eslavonia.

## Història
La promoció a regne d'Eslavònia (sota sobirania hongaresa) es produeix el 1226, quan el rei Béla IV d'Hongria li va atorgar la categoria de regne, sent fins llavors un banat. Al marc de les Guerres otomano-hongareses, el territori va ser conquistat completament per l'Imperi otomà després de la Batalla de Mohács de 1526. A partir dels territoris recuperats per l'imperi Habsburg als otomans pel Tractat de Karlowitz (1699, que va posar fi a la Gran Guerra Turca), l'administració Habsburg li va retornar el títol de regne. Inicialment, va tenir l'estatus d'una terra separada dels Habsburg sota administració civil-militar que va durar de 1699 al 1745. El 1745, es va introduir una única administració civil, i el Regne d'Eslavònia, com una de les Terres de la corona de sant Esteve, va ser inclòs administrativament al Regne de Croàcia, al seu torn sota el Regne d'Hongria. Des de 1849, el Regne de Eslavònia i el Regne de Croàcia es van afirmar com a monarquies separades (terres constituents) de l'Imperi austríac. Després del Compromís croato-hongarès de 1868, el Regne de Eslavònia va ser unit al Regne de Croàcia formant el Regne de Croàcia-Eslavonia, que a pesar que estava sota la sobirania de la corona de sant Esteve va mantenir un important nivell d'autonomia.

## Població
El cens de població austríac de 1790 per al Regne de Eslavònia per ètnies va registrar 131.000 serbis (el 46,8% de la població), 128.000 croates (45,7%), 19.000 magiars (6,8%) i 2.000 alemanys (0,7%). Aquesta disparitat ètnica és deguda al fet que en aquesta època el regne incloïa parts del nord de Sírmia, principalment habitades per serbis.
L'etnicitat també podia ser parcialment determinada a través de la religió: els alemanys, italians i croats eren en la seva majoria practicants de la religió catòlica, i una minoria de serbis també eren catòlics, sent la gran majoria d'aquests cristians ortodoxos. Segons un cens al qual només van ser inclosos els homes, existien 74.671 catòlics, 68.390 cristians ortodoxos, 1.744 calvinistes, 97 luterans i 160 jueus. El nombre de cristians ortodoxos era major a zones de majoria sèrbia com Sírmia: 32.090 cristians ortodoxos i 12.633 catòlics. A zones de majoria croata d'Eslavònia com Požega i Virovitica, els catòlics eren més nombrosos que la població ortodoxa.
- Història de Croàcia
- Regne de Dalmàcia
- Banovina d'Eslavònia
- Eslavònia Oriental, Baranja i Sírmia Occidental